# Třída Akacuki (1901)
Třída Akacuki (japonsky 暁型 Akacuki-gata) sestávala ze dvou torpédoborců, postavených v letech 1900 až 1902 ve Spojeném království pro japonské císařské námořnictvo po vzoru předchozí třídy Ikazuči. Obě jednotky se zúčastnily rusko-japonské války, během které se Akacuki potopila po najetí na minu u Port Arthuru v květnu 1904. Kasumi byla v srpnu 1912 překlasifikována na torpédoborec 3. třídy (三等駆逐艦 santó kučikukan) a v dubnu 1913 vyřazena.
Obě jednotky byly pojmenované po přírodních jevech.

## Pozadí vzniku
Jamamotův desetiletý plán rozvoje loďstva z roku 1896, který byl později znám jako plán rozvoje loďstva 6-6 (六六艦隊計画 Roku-roku kantai keikaku) požadoval (mimo jiné) stavbu 23 torpédoborců do roku 1905. Prvních dvanáct jednotek tvořily třídy Ikazuči a Šinonome postavené loděnicemi Yarrow a Thornycroft v Anglii. Další čtyři jednotky byly opět rozdělené do dvou tříd a mezi obě loděnice. Loděnice Yarrow v londýnském Poplaru získala zakázku na stavbu dvou torpédoborců nové třídy Akacuki, které měly být postavené podle předchozí třídy Ikazuči.
Stavba byla financována z prostředků rozpočtového roku 1900.

## Konstrukce

### Trup a nástavby
Obě jednotky měly téměř stejnou siluetu, jako třída Ikazuči. Na klenutou přední palubu navazoval malý můstek o jedné úrovni, na jehož vrcholku se nacházela nekrytá plošina. V její zadní části se nacházel světlomet. Za můstkem stál signální stěžeň, za kterým začínala nízká nástavba se čtyřmi komíny a vyústěním větrání kotelen (mezi první a druhou dvojicí komínů) a strojovny (v zadní části nástavby).
Polovyvážené, či vyvážené kormidlo se již celé přesunulo pod záď.

### Pohon
Stejně jako u třídy Ikazuči i na Akacuki generovaly nasycenou páru čtyři vodotrubné kotle Yarrow. Dva vertikální čtyřválcové parní stroje s trojnásobnou expanzí měly podle Jentschury a Nišidy mít i stejný celkový výkon, tedy 6000 koní (4413,0 kW). Patjanin a Jelínek ale uvádějí celkový výkon 6500 koní (4780,7 kW).
Během zkoušek 20. listopadu 1901 udržela Akacuki průměrnou rychlost 31,121 uzlů (~ 57,6361 km/h) po dobu tří hodin. Na šestimílovém (~ 11,1 km) zkušebním úseku dosáhla rychlosti 31,3 uzlů (~ 57,97 km/h) při výkonu 6450 koní (4743,97 kW). Kasumi během zkoušek 29. ledna 1902 udržela průměrnou rychlost 31,295 uzlů (~ 57,9583 km/h) po dobu tří hodin a na zkušebním úseku dosáhla rychlosti 31,075 uzlů (~ 57,551 km/h).

### Výzbroj

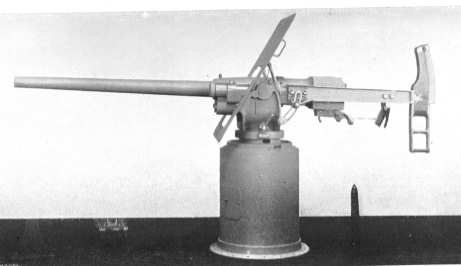
57mm rychlopalný kanón Hotchkiss vyrobený zbrojovkou Elswick

Výzbroj byla založena na rychlopalných kanónech a torpédech. Po dokončení se hlavňová výzbroj skládala z jednoho 76,2mm kanónu (u Royal Navy označovaného jako 12liberní, či třípalcový) s délkou hlavně 40 ráží a pěti 57mm kanónů Hotchkiss (u Royal Navy označovaných jako 6liberní) s hlavní délky 40 ráží. Od přídě k zádi byly kanóny rozmístěny následovně: Jeden 57mm Hotchkiss na vyvýšené platformě na přední palubě před můstkem, dva 57mm kanóny na hlavní palubě po stranách můstku a zbývající dvojice sedmapadesátek diagonálně na hlavní palubě – kanón na pravoboku se nacházel za úrovní druhého komína a kanón na levoboku přibližně na úrovni čtvrtého komína. 76,2mm kanón se nacházel na zádi za torpédomety. Těsně před, či během rusko-japonské války (1904–1905) byl přední 57mm kanón na platformě před můstkem nahrazen za druhý 76,2mm kanón.
Torpédovou výzbroj představovaly dva 450mm otočné jednohlavňové torpédomety typu HO (tzn. Whitehead & Armstrong) umístěné na hlavní palubě na zádi, mezi středovou nástavbou a 76,2mm kanónem. Z torpédometů bylo možno vypouštět torpéda typu 30., 32., 38., 42. a 44. roku (až na poslední typ se jednalo o torpéda poháněná stlačeným vzduchem; typ 44. roku byl poháněn směsí petroleje, vzduchu a vody).

## Jednotky třídyAkacuki
| Jméno        | Loděnice                            | Položení kýlu     | Spuštění       | Přijetí do služby | Osud                                          |
| ------------ | ----------------------------------- | ----------------- | -------------- | ----------------- | --------------------------------------------- |
| Akacuki (暁) | Yarrow Shipbuilders, Poplar, Londýn | 10. prosince 1900 | 13. února 1901 | 14. prosince 1901 | 17. května 1904 najela na minu u Port Arthuru |
| Kasumi (霞)  | Yarrow Shipbuilders, Poplar, Londýn | 1. února 1901     | 23. ledna 1902 | 14. února 1902    | 1. dubna 1913 vyřazena; sešrotována 1920      |